# San Martin (Vitòria)
San Martin és un barri de Vitòria que el 2008 tenia 13.671 habitants. És a l'oest del barri de Lovaina. Rep el nom de la basílica de San Martín de Avendaño, construïda en el segle xiii i que té unes pintures murals gòtiques cobertes de sorra que foren descobertes quan la capella fou restaurada el 1978. Quan es va aprovar el Pla d'Estructuració Urbana de Vitòria es va promoure la construcció de zones verdes i carrers amples segons els plans de Rafael Moneo, Eduardo Mangada Samain i Carlos Ferrán Alfaro. El Parc San Martín és a la part occidental del barri, al costat de la carretera cap a Logronyo i Burgos. Al centre del parc hi ha un estany.